# Machimoi
Machimoi (altgriechisch μάχιμοι, Plural) war insbesondere in der Ptolemäerzeit die griechische Bezeichnung der untersten Dienstränge des altägyptischen Heeres und der Seeflottenbesatzungen. Nach Festigung der Ptolemäerherrschaft bekleidete kein Ägypter höhere Positionen, weshalb die Machimoi ausschließlich aus einheimischen Bewohnern bestanden.
Die Machimoi besaßen keine besondere militärische Ausbildung und konnten entsprechend schnell als „Fußvolk des Heeres“ angelernt werden. Bei der im Jahr 359 v. Chr. durchgeführten militärischen Offensive des Pharaos Tachos rückten die Machimoi unter der Leitung des späteren Königs Nektanebos II. auf dem Landweg in die Region Chor vor.
Seit dem zweiten Jahrhundert v. Chr. bildeten sie eine zahlenmäßig beachtliche Bevölkerungsschicht, die zunehmend sozialen Druck auf die Ptolemäer ausübte und für verschiedene Rebellionen sowie Aufstände verantwortlich zeichnete.